# 周茹
周茹（1918年—），男，直隶（今河北）任丘人，中华人民共和国政治人物，曾任河北省政协秘书长，天津市政协副主席，中共天津市委统战部部长。